# متااسکالین
متااسکالین (به انگلیسی: Metaescaline) با فرمول شیمیایی C۱۲H۱۹NO۳ یک ترکیب شیمیایی است؛ که جرم مولی آن ۲۲۵٫۲۸۴ g/mol می‌باشد.